# ホテル・リゴピアノ雪崩事故
ホテル・リゴピアノ雪崩事故とは、2017年にイタリアで発生した雪崩災害。

## 雪崩
2017年1月18日、地震がこの地域を襲った直後に、地震により発生した雪崩がホテルを直撃して大破。生き残った宿泊客と従業員は、ホテルの壊れずに残った地上階に避難して救助を待った。
悪天候のため救助作業は難航し、最後の犠牲者が収容されたのは1月26日のことであった。

## その後
事故の一年後、遺族や地元住民などが花を手向けに来た。現場には犠牲者の名前や顔写真と、「もう二度と悲劇を起こさない」と書かれた慰霊碑が立った。
生存者の家族であるPareteは、Il Peso Della Neve.という本を出版した。